# Jump (canción de Van Halen)
«Jump» es una canción grabada por el grupo de hard rock Van Halen. Es el único sencillo del grupo lanzado en su carrera en haber alcanzado el número uno en el Billboard Hot 100. Se publicó en 1984 como la segunda pista en el álbum también llamado 1984.
La canción rompe el molde de las primeras canciones de Van Halen, sobre todo  por el uso de un sintetizador rodante (un Oberheim OB-Xa), aunque la canción mantiene  el mismo estilo utilizado por Eddie Van Halen para los solos de guitarra. El propio guitarrista fue también el intérprete y creador de las líneas del sintetizador.

## Historia
La letra de la canción, que fue escrita por David Lee Roth, estuvo inspirada en una persona que saltó desde una ventana para así suicidarse.
La canción trajo grandes discusiones entre Eddie Van Halen y David Lee Roth: mientras que Eddie quería grabar temas más basados en los teclados, Roth deseaba consolidar el hard rock en la banda.
Desde su aparición, la canción ha tenido su lugar entre las más populares de la música rock y ahora es considerada por algunos como una de las canciones rock más influyentes de todos los tiempos.

## En la cultura popular
En fútbol, "Jump" se reproduce antes del inicio de cada partido en casa del Olympique de Marseille y Brøndby IF.
En hockey sobre hielo, a finales de la década de 1980 a principios de la década de 1990, los originales Winnipeg Jets lo utilizaron como canción antes de jugar en casa.
En Lucha Libre, en México, Art Barr "Love Machine" usaba la canción como tema de entrada en sus encuentros mientras perteneció a la empresa AAA.
La cinta Herbie: Fully Loaded del 2005 utiliza esta canción como parte de su soundtrack en la escena en que Maggie y Herbie escapan de un camión monstruo en un Derby de Demolición.
A partir de 2016, los Winnipeg Jets han utilizado la canción como canción de meta, reemplazando "Shout" por The Isley Brothers.
En 2016, fue ulilizada en Eddie the Eagle y en 2018, la canción fue utilizada como parte del Soundtrack de la película Ready Player One, además de ser usada en la primera escena de la susodicha.
Existe una canción parecida a la versión de Van Halen en el juego de Five Nights at Freddy's: Sister Location y Five Nights at Freddy's: Security Breach

## Video musical
El video musical de "Jump" fue dirigido por David Lee Roth. Es un concepto sencillo, como muchos de los vídeos de hard rock de la época. Se muestra a la banda tocando la canción en un concierto ficticio. Fue nominado a tres MTV Video Music Awards y ganó el reconocimiento de "mejor actuación en el escenario" por el vídeo, aunque la banda dijera que el presupuesto para su realización era solo de 600 dólares, la mayoría gastado en cerveza.